# Bulle d'or (1157)
Pour les articles homonymes, voir Bulle d'or (homonymie).
Histoire de Lyon au Moyen Âge
Bulle d'or - Permutatio - Traité de Vienne - Philippines - Charte Sapaudine
La Bulle d'or, édictée par l'empereur Frédéric Barberousse le 18 novembre 1157, est un texte juridique scellé d'or accordant à l'archevêque de Lyon la souveraineté absolue sur l'ensemble de la ville de Lyon et sur le Lyonnais.
Remise à l'archevêque Héracle de Montboissier, elle a été promulguée à la fois dans le contexte général de la lutte de préséance entre l'empereur et le pape et dans le cadre local du conflit entre le pouvoir de l'Église de Lyon et celui des comtes du Forez.
La bulle d'or est une pratique qui a pour origine l'empire byzantin, mais qui a été utilisée par les empereurs du Saint-Empire romain germanique à plusieurs reprises au cours fin du Moyen Âge.

## Contexte général

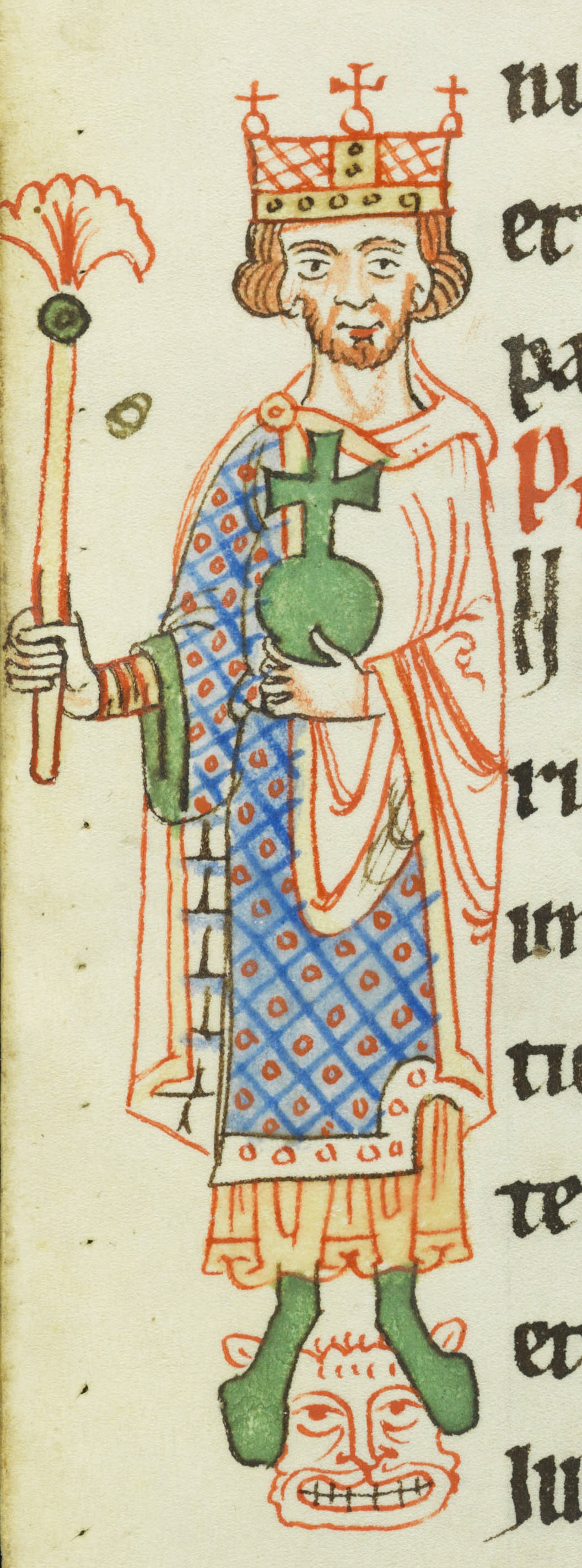
Frédéric Barberousse.

En 1157, Frédéric Barberousse est en plein conflit avec Adrien IV dans le cadre de la Lutte du sacerdoce et de l'Empire. Pour réaffirmer son autorité sur les prélats de son empire, il prend différentes mesures pour régler des conflits les concernant. C'est ainsi qu'il s'insère dans les affaires lyonnaises, pourtant fort éloignées de lui, pour soutenir l'archevêque local Héracle de Montboissier contre son ennemi, dans l'espoir d'obtenir son soutien contre le pape.
Avec cette décision, Frédéric Barberousse poursuit également un second but. Il vient de se marier avec Béatrice Ire de Bourgogne et il souhaite ainsi affirmer son autorité dans l'ancien royaume de Bourgogne, qui fait théoriquement partie de l'empire depuis 1032.

## Contexte local
Depuis le début du Moyen Âge, à Lyon, le pouvoir temporel est détenu  par les autorités religieuses, archevêque (élevé au rang de primat des Gaules par Grégoire VII en 1079) et chapitres de chanoines. 
À la fin du Xe siècle, Artaud Ier comte de Forez, en réunifiant les domaines de sa famille, devient de facto comte de Lyon. 
Alors que le Forez s'éloigne du Saint Empire pour se rapprocher de la couronne de France, le Lyonnais s'intègre totalement au royaume de Bourgogne, lui-même intégré en 1032 à l'Empire. Un premier accord partageant les pouvoirs entre les deux parties pourrait avoir été établi à Tassin en 1076 entre le comte Artaud et l'archevêque Humbert. Certains droits sont partagés entre les deux et l’archevêque garde seul le droit de frapper monnaie.

### L'octroi de la bulle d'or
Les oppositions s'exacerbent à nouveau entre les deux puissances seigneuriales au milieu du XIIe. En 1157, le comte Guy II de Forez gagne en importance après sa victoire contre le comte de Mâcon Guillaume[réf. souhaitée]. Se sentant menacé, l'archevêque Héracle de Montboissier se rend la même année à une réunion, organisée par l'Empereur Frédéric Barberousse, de tous les dignitaires civils et religieux du royaume de Bourgogne, qu'il a intégré dans son domaine depuis son mariage avec la reine Béatrice de Bourgogne. Il donne à Héracle le 18 novembre un diplôme impérial, scellé solennellement d'une bulle d'or. Par ce texte, l'archevêque se voit garantir la jouissance de l'intégralité des pouvoirs, à Lyon et dans tout le diocèse à l'est de la Saône. Durant l'été 1158, le comte Géraud Ier de Mâcon et l'archevêque Héracle, appuyés dans leur entreprise par le chancelier impérial Raynald de Dassel, tentent de marcher contre Guigues de Forez, ami du roi Louis VII de France.
Ce texte juridique, venant après des décennies de désintérêt de la part de l'autorité impériale pour la cité rhodanienne, a une triple utilité pour l'empereur. Il s'agit d'affirmer son autorité en Bourgogne après son mariage avec Béatrice, de rappeler aux villes de l'empire que tout pouvoir qu'elles exercent vient d'une délégation de sa part et de se constituer un réseau d'obligés parmi l'Église en prévision d'un conflit très probable avec la papauté. Mais ce texte a également une origine plus directe. En effet, le comte de Mâcon vaincu dans l'année par  Guy II de Forez est un oncle par alliance de Frédéric Barberousse. Or, comme le comte du Forez s'est placé sous la protection du roi de France, il s'agit pour l'empereur de renforcer des vassaux contre un adversaire.

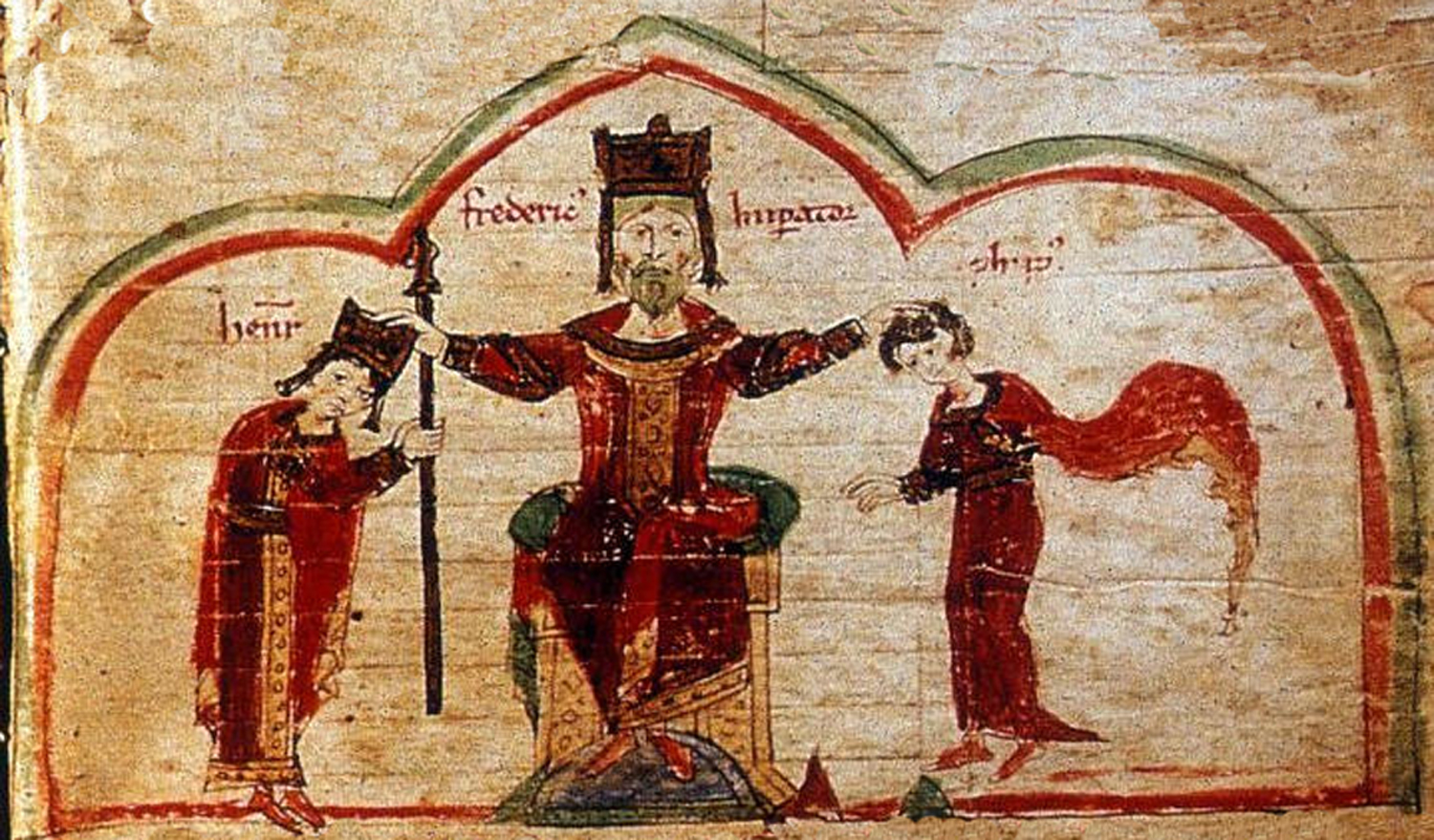
Miniature représentant Frédéric Barberousse.

La bulle d'or rompt de fait l'équilibre précaire établi entre le comte de Forez et l'archevêque de Lyon, en restituant l'ensemble des droits (juridiques, financiers et monétaires) sur la ville de Lyon à ce dernier. Pire, elle évince explicitement toute ingérence du comte dans les affaires de la cité par la formule : « Que nul comte ou juge ne s'avise de faire la loi sur ces terres, sinon l'archevêque et primat de Lyon ».
Par ailleurs, le texte de la Bulle d'or permet aussi à l'archevêque de Lyon de s'émanciper du chapitre des chanoines de la cathédrale, qui est particulièrement puissant à Lyon. En effet, le texte de la Bulle ne mentionne pas le chapitre aux côtés de l'archevêque, alors que la bulle octroyée à l'archevêque de Vienne trois semaines plus tôt mentionne le chapitre de Saint-Maurice aux côtés d'Étienne II. Par cet oubli volontaire, Frédéric Barberousse prive le chapitre lyonnais de rôle politique.

## Teneur de la Bulle d'or

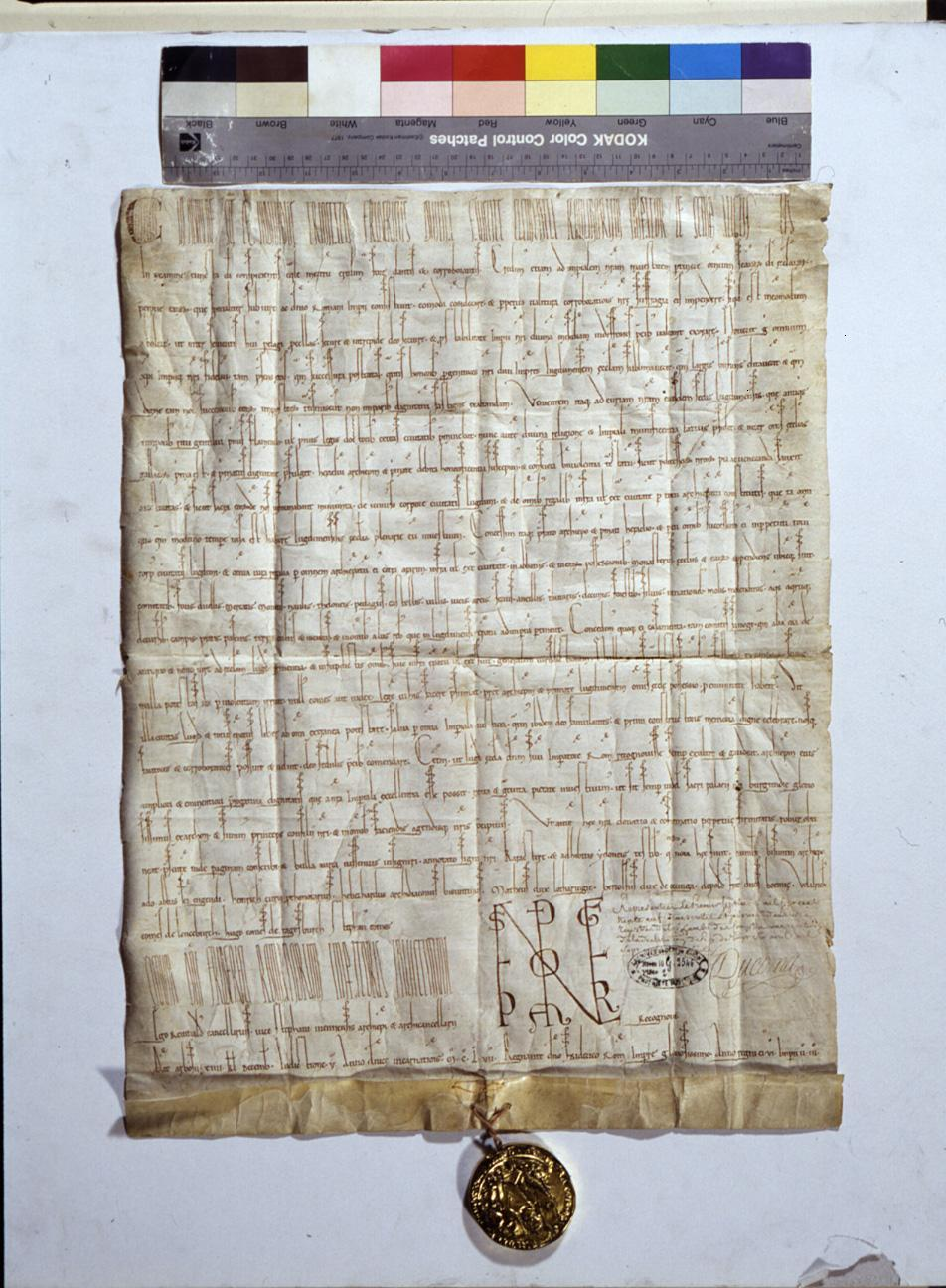
La bulle d'or, conservée aux archives du département du Rhône et de la métropole de Lyon ; cote 10 G 2546

Le texte confère « la souveraineté pleine et entière sur « le corps entier de la ville de Lyon », ainsi que l'exercice de la juridiction, les regalia (droits de justice, perception des péages, monnayage), étendue sur l'ensemble des terres du diocèse situées à l'est de la Saône et du Rhône ». Il octroie également à l'archevêque de Lyon le titre d'exarque du palais en Bourgogne et premier dignitaire du conseil impérial.

## Conséquences
Le comte Guy II de Forez réagit à la rupture du modus vivendi par la prise de position du côté ouest de la ville[réf. souhaitée].
L'année suivante, les troupes du comte et de l'archevêque en décousent à Yzeron et les forces lyonnaises sont battues. Des négociations sont entamées, et échouent. 
En 1162, Guy II s'empare de Lyon, obligeant l'archevêque à s'enfuir et à trouver refuge auprès de l'Empereur. Les tractations reprennent à distance, Guy II sollicitant l'aide de Louis VII,,, ce sont alors les limites du royaume de France et de l'Empire qui se dessinent. Le conflit s'inscrit alors dans le contexte plus large de la crise entre le pape Alexandre III et l'empereur, qui a suscité un antipape. 
Un premier accord est conclu en 1167. 
Il est finalement remplacé en 1173 par celui nommé permutatio. Il consiste en un regroupement territorial et une délimitation entre le comté de Lyon et ses possessions ecclésiastiques, et le comté du Forez, dont les juridictions temporelles reviennent au comte.
La Bulle d'or est confirmée par Frédéric Barberousse à l'archevêque de Lyon Jean de Bellesmains en 1184.

## Sources
- Archives du département du Rhône et de la métropole de Lyon : la bulle d'or est conservée dans le fond du Chapitre primatial Saint-Jean, cote 10 G 2546. On y trouve également la confirmation de Frédéric Barberousse en 1184.
- La transcription du texte est présente dans Monumenta Germaniae Historica, Diplomata, t. X-1, p. 321, no 192.

### Autres références
1. ↑   J.-M. DE LA MURE, Histoire des ducs de Bourbons et de comtes de Forez, vol. 1, Potier, 1807, p. 52.
2. ↑  "Ce Comte Artaud II recueillit (...) le comté de Lyon par la mort de son frère Umfred sans lignée, auquel, comme l'ainé, ce Comté avoit été donné en apanage, & eut de plus la Seigneurie de Beaujeu, laquelle relevoit le Beaujolois, par la mort, aussi sans enfant, d'Humbert Ier du nom, Seigneur de Beaujeu, son cousin, qui la lui remit voyant qu'il étoit seul de la famille qui avoit lignée. Et il se servit tant de cette Seigneurie, que du Comté de Lyon qu'il avoit eu de son frère aîné, & de celui de Forez qui étoit de son propre apanage, pour faire ceux de ses enfants" J.-M. DE LA MURE, op. cit., p. 62.
3. ↑  "Veillez à ce que la cité de Lyon qui appartient au royaume d'un autre, n'augmente pas en prospérité à notre détriment". Ainsi le roi de France Louis VI s'adressait-il au pape, en 1121, dans une lettre lourde de menaces. Le pontife romain venait de confirmer les prétentions de l'archevêque de Lyon à exercer la "primauté" sur de nombreux diocèses capétiens. (...) Contrairement aux prélats de ces régions, en effet, les archevêques de Lyon n'étaient pas astreints à la fidélité envers le "roi des Francs" ni soumis en aucune manière à sa domination. Car Lyon était en Empire. Nul n'avait jamais songé à en douter, pas plus le Capétien qu'un autre".  J. THERY, 1312 : Lyon devient française in L'Histoire n°379, septembre 2012. Lire en ligne.
4. ↑  Permutatio 1173 comtes du Forez et comtes de Lyon http://museedudiocesedelyon.com/MUSEEduDIOCESEdeLYONpermutatio1173.htm.
5. ↑  Lettre de Gui II, comte de Lyon et de Forez (ap. 1136 et av. 1158 -1206), à Louis VII, roi des Francs (1137-1180) au sujet de l'entrée de ce dernier en Auvergne, puis à propos de l’agression perpétrée par le comte Gérard Ier, comte de Vienne et de Mâcon (1157-1184), et les schismatiques visant à le dépouiller et à remettre son comté, dépendant de la Couronne, à l'Empereur germanique, Lire en ligne.
6. ↑   Bruno Galland, « Le rôle politique d'un chapitre cathédral : l'exercice de la juridiction séculière à Lyon, XIIe – XIVe siècle », Revue d'histoire de l'église de France, Letouzey et Ané, t. 75, no 195,‎ juillet-décembre 1989, p. 275 (ISSN 0048-7988, lire en ligne, consulté le 22 septembre 2014).
7. ↑  "conflit qui culmine avec la bataille d’Izeron (1158) où les troupes de l’évêque sont battues" Musée militaire de Lyon et de la région Rhône-Alpes http://www.museemilitairelyon.com/spip.php?article35.
8. ↑   Lettre de Gui II, comte de Lyon et de Forez, à Louis VII, roi des Francs au sujet de l'entrée de ce dernier en Auvergne, puis à propos de l’agression  perpétrée par le comte Gérard Ier, comte de Vienne et de Mâcon, et les schismatiques visant à le dépouiller et à remettre son comté, dépendant de la Couronne, à l'Empereur germanique (1163-1166) et Louis VII, roi des Francs (1137-1180), accorde à son "ami" (amicus),  Gui II, comte de Lyon et de Forez, lors de la visite faite à sa cour à Bourges, les châteaux qu'il tenait en seigneur de lui à Montbrison et à Monsupt, pour lesquels il fait hommage et foi. (...). Textes originaux et traduction disponibles en ligne (site en construction): https://sites.google.com/site/agerjarensis/home.
9. ↑  "Cette même année (1167) (...) le comte Guy II, déjà rallié depuis plusieurs décades à la couronne de France, fit officiellement hommage au roi Louis VII pour les châteaux de Montbrison et de Montsupt qui n'avaient jamais été inféodés auparavant, et aussi pour les châteaux de Montarcher, de Saint-Chamond, de la Tour-en-Jarez et de Chamousset. À la suite de cet hommage le comte reçut de Louis VII, en augmentation de fief, les droits royaux sur lesdites places ainsi que Marcilly, Donzy, Cleppé, Saint-Priest, Lavieu et Saint-Romain" Jean-Étienne Dufour, Dictionnaire topographique de la Loire, PUSE, 1946 (réed. 2006), p. XXI. .
10. ↑  Fief et hommage rendu au Roy Louis Septiéme par Guy Second du nom, Comte de Lyon & de Forés in C.-F. MENESTRIER, Histoire civile ou consulaire de la ville de Lyon justifiée par chartres, titres, chroniques, Vol.2, N. et J.-B. de Ville (Lyon), 1696, p. 36. https://gallica.bnf.fr/ark:/12148/bpt6k95210w/f721.image.
11. ↑   Première transaction de l'Eglise de Lyon avec Guy Second de ce nom, Comte de Forez. C.-F. MENESTRIER, op. cit., id. https://gallica.bnf.fr/ark:/12148/bpt6k95210w/f721.image.
12. ↑  Permutatio 1173 comtes du Forez et comtes de Lyon sur le site du musée du diocèse de Lyon, http://museedudiocesedelyon.com/MUSEEduDIOCESEdeLYONpermutatio1173.htm.